# لهوتکا ناد لابم
لهوتکا ناد لابم (به چکی: Lhotka nad Labem) یک منطقهٔ مسکونی در جمهوری چک است که در ناحیه لیتومیریتسه واقع شده‌است. لهوتکا ناد لابم ۳٫۰۱ کیلومتر مربع مساحت و ۲۶۷ نفر جمعیت دارد و ۱۵۶ متر بالاتر از سطح دریا واقع شده‌است.